# Żydowskie Towarzystwo Opieki Społecznej

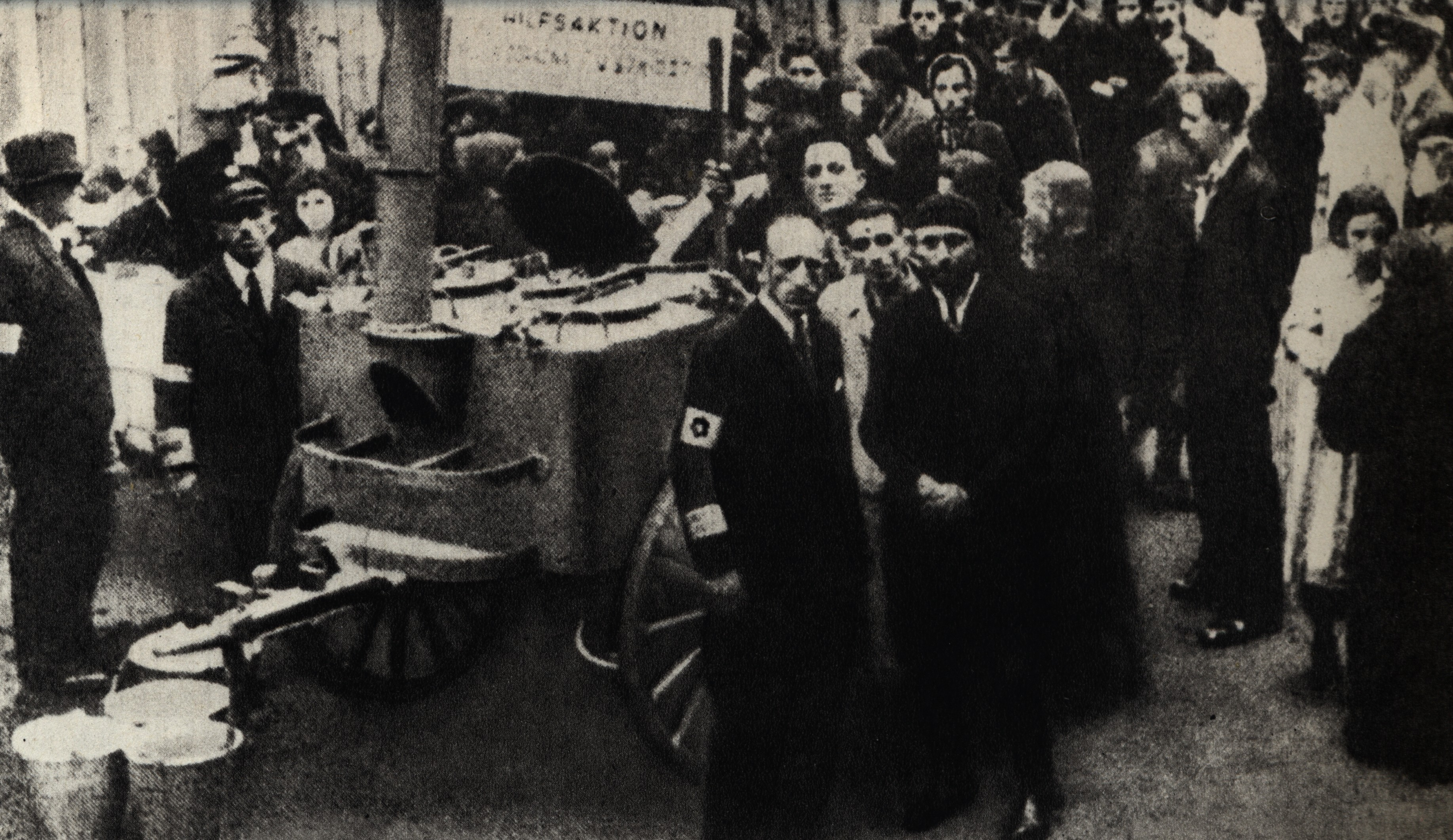
Kuchnia dostarczająca zupę dla więźniów getta warszawskiego

Żydowskie Towarzystwo Opieki Społecznej, także Żydowska Opieka Społeczna (ŻTOS, ŻOS jid. ‏אלײנהילף פאר געזעלשאפט ײדישע‎, niem. Jüdische Wohlfahrtsverein) – organizacja opieki społecznej Żydów, działająca w getcie warszawskim od 30 października 1940 do 22 marca 1942 roku.

## Historia
Po wybuchu II wojny światowej, we wrześniu 1939 roku w Warszawie założono organizację Komisja Koordynacyjna Organizacji Społecznych i Opiekuńczych CENTOS, TOZ i innych, która w styczniu 1940 roku przyjęła nazwę Żydowska Samopomoc Społeczna – Komisja Koordynacyjna (ŻSS–KK), która pełniła funkcję centrali żydowskiej działalności samopomocowej w mieście. Pozycję tę utraciła we wrześniu 1940 roku, po powstaniu Żydowskiej Samopomocy Społecznej dla całego Generalnego Gubernatorstwa i podległego jej Żydowskiego Komitetu Opiekuńczego Miejskiego w Warszawie. Nazwa Żydowska Samopomoc Społeczna została zarezerwowana dla organizacji działającej na obszarze całego GG, w związku z czym Michał Weichert porozumiał się z ŻSS–KK w sprawie zmiany nazwy organizacji na Żydowskie Towarzystwo Opieki Społecznej. ŻTOS prowadziła działalność w zakresie samopomocy, dożywiania oraz pomocy dla przesiedleńców i uchodźców.
Regulamin ŻTOS opracowano na przełomie września i października 1940 roku, a zaakceptowano 27 października. 30 października ŻSS–KK została przekształcona w Żydowskie Towarzystwo Opieki Społecznej, a 8 listopada organizacja podporządkowała się Żydowskiemu Komitetowi Opiekuńczemu Miejskiemu. Według Henryka Bryskiera biura organizacji znajdowały się w budynku Głównej Biblioteki Judaistycznej oraz przyległych budynkach, po zmniejszeniu obszaru getta biura ŻTOS przeniesiono do lokalu przy ulicy Nowolipki 29 oraz do budynku przy ulicy Przejazd 9.
Od początku działalności ŻTOS Żydowski Komitet Opiekuńczy Miejski podejmował próby podporządkowania sobie kluczowych wydziałów podległych organizacji. 11 stycznia 1941 roku funkcje i personel biura listów zagranicznych przejął Wydział Krewnych Zagranicznych w ŻKOM. W czerwcu 1941 roku ŻKOM podporządkowano Wydział Rejestracyjno-Statystyczny, a trzy miesiące potem również Wydział Zaopatrywania ŻTOS. Latem 1941 roku zarząd nad kuchniami ludowymi w getcie przeszedł w ręce Judenratu, w związku z czym Wydział Kuchen Ludowych podporządkowany został Komisji Dyspozycyjnej przy Judenracie. W listopadzie tego samego roku rozwiązano Sekcję Opieki nad Uchodźcami i Pogorzelcami, a jej personel przeszedł do Komisji Opieki nad Uchodźcami przy Judenracie.
Do czerwca 1941 roku ŻTOS prowadził wszystkie kuchnie ludowe w getcie oprócz dziecięcych. W marcu 1941 roku ŻTOS podlegały 34 kuchnie oraz 88 punktów dla przesiedleńców, w których mieszkało 5197 osób. Na przełomie zimy i wiosny 1941 roku przedstawiciele ŻTOS weszli w skład Komisji dla Spraw Przesiedleńców. ŻTOS zajmował się również rozdziałem odzieży, żywności, zapomóg pieniężnych i pożyczek bezprocentowych oraz prowadzeniem warsztatów rzemieślniczych. Poprzez swoje instytucje kontrolował w dużym stopniu rozdział pomocy na obszarze getta. W ramach Centralnej Komisji Imprezowej kontrolował również działalność kulturalną.
W sierpniu 1941 roku organizacja zanotowała masowe zachorowania pracowników wszystkich szczebli organizacji na tyfus, organizacja nie miała jednak środków potrzebnych do zapewnienia im szczepionek. 
Organizacja pozostawała w konflikcie z Judenratem, ŻKOMem oraz Żydowską Samopomocą Społeczną, była krytykowana przez Michała Weicherta i Gustawa Wielikowskiego, który zarzucał organizacji chaos organizacyjny. Działacze organizacji byli również krytykowani przez mieszkańców getta, m.in. Menachem Mendel Kohn uważał, że działacze centrali przestali zajmować się realną pomocą, zamieniając ją na wielogodzinne posiedzenia, podczas których zajmowali się jedynie rozgrywaniem relacji ŻTOS z Judenratem i ŻKOM, unikając pracy z petentami lub pracownikami niższego szczebla. Henryk Bryskier w swoich relacjach wspominał także o przypadkach kradzieży dokonywanych przez pracowników ŻTOS w magazynach odzieży i obuwia oraz o przypadkach przeznaczania niepełnych porcji rzadkiej zupy z kuchni ludowych na handel.
W listopadzie 1941 roku doszło do zmian w regulaminie ŻSS, które nakazały likwidację autonomicznych stowarzyszeń opiekuńczych i podporządkowanie ich zasobów oraz personelu odpowiednim komitetom ŻSS. Żydowskie Towarzystwo Opieki Społecznej zostało ostatecznie zlikwidowane 22 marca 1942 roku, Wydział Odzieżowy podporządkowany został Wydziałowi Zaopatrywania ŻKOM, a Sekcja Pracy Społecznej Wydziałowi Spraw Ogólnych.

## Władze i struktura
Według regulaminu władze ŻTOS stanowiły Walne Zgromadzenie Członków, Rada, Zarząd oraz Komisja Rewizyjna. Walne Zgromadzenie Członków miało zbierać się raz w roku w celu przyjęcia sprawozdania Rady oraz wyboru jej członków. Rada składała się z 10–15 członków, miała zbierać się co najmniej raz w miesiącu i do jej zadań należały decyzje dotyczące kwestii majątkowych i budżetowych. Zarząd ŻTOS składał się z 3 osób, wybranych ze składu Rady, zajmował się bezpośrednim kierowaniem organizacją. Komisja Rewizyjna liczyła 5 osób i zajmowała się kontrolą wszelkiej dokumentacji ŻTOS.
Według sprawozdania Michała Weicherta z podróży do Warszawy w 1941 roku kierownictwo ŻTOS stanowili Menachem Kirszenbaum, Szachno Sagan i Henryk Rottenberg. Według Henryka Bryskiera zarządcami ŻTOS byli również Dawid Guzik, Emanuel Ringelblum, Icchak Giterman, Szloma Starobiński i Eliezer Lipe Bloch.
Według Aleksandry Bańkowskiej można przypuszczać, że Rada ŻTOS była tożsama z Radą Społeczną przy Joincie. Zgromadzenie Walne mogło być z kolei realizowane przez zwoływanie przedstawicieli komitetów domowych lub przez Komisję Międzydzielnicową Komitetów Domowych.

### Struktura
W początkowym okresie działalności ŻTOS w ramach struktury organizacji działały:
- Wydział Kuchen Ludowych (kierownik Szyja Braude, od 1 czerwca 1941 H. Spindler) – od lata 1941 roku w ramach Komisji Dyspozycyjnej przy Judenracie
- Sekcja Zaopatrywania (kierownik Henryk Rottenberg) – od września 1941 roku w ramach ŻKOM
- Sekcja Opieki nad Uchodźcami i Pogorzelcami (kierownik prof. S. Ginzbarg) – od listopada 1941 roku jako Komisja Opieki nad Uchodźcami przy Judenracie
  - Wydział Ziomkostw
  - Wydział Domów dla Uchodźców
  - Centralna Komisja Uchodźców
- Sekcja Pracy Społecznej (kierownik Emanuel Ringelblum)
  - Wydział Instrukcji i Kontroli (kierownik Przedecz)
  - Wydział Zbiórki Odzieżowej (kierownik Eliezer Lipe Bloch)
  - Wydział Zbiórki Pieniężnej (kierownik Szloma Starobiński)
  - Centralna Komisja Imprezowa (kierownik Jonas Turkow)
  - Centralna Komisja Patronatów (kierownik Ch. Wajsberg)
  - Centralna Komisja Lokalowa
  - Wydział Ruchu Konsumentów (kierownik Kahanowicz)
  - Referat Pracy Społecznej Kobiet (kierownik Szulamit Mokrska)
  - Wydział Pomocy Indywidualnej (kierownik Frenkiel)
  - Sektor do spraw religijnych (kierownik Szymon Huberband)
  - Sektor do spraw młodzieżowych (kierownik Abraham Lewin)
  - Referat Branżowy (kierownik M. Jaffe)
- Wydział Rejestracyjno-Statystyczny (kierownik Menachem Linder) – od czerwca 1941 roku w ramach ŻKOM
  - Centralna Kartoteka
  - Biuro listów zagranicznych – do 11 stycznia 1941 roku, następnie Wydział Krewnych Zagranicznych w ŻKOM